# Shibam Kawkaban (huyện)
Huyện Shibam Kawkaban là một huyện thuộc tỉnh Al Mahwit, Yemen. Đến thời điểm năm 2003, huyện này có dân số 39163 người